# Orune
Orune (sardinsky: Urùne, Orùne) je italská obec (comune) v provincii Nuoro v regionu Sardinie. Nachází se ve výšce 745 metrů nad mořem a má přibližně 2 100 obyvatel. Rozloha obce je 128,45 km².